# Dorothy Hansine Andersen
Pour les articles homonymes, voir Andersen.
Dorothy Hansine Andersen, née le 15 mai 1901 à Asheville, Caroline du Nord, et morte le 3 mars 1963 à New York, est une pédiatre américaine. Elle décrivit la maladie connue sous le nom de mucoviscidose comme une seule entité pathologique (cystic fibrosis en anglais), et participa au développement d'un test permettant de la diagnostiquer.
En août 1938, elle publie un article intitulé « Cystic Fibrosis of the Pancreas and its Relation to Celiac Disease » dans l'American Journal of Diseases of Children.
Elle meurt des suites d'un cancer du poumon à New York le 3 mars 1963.

## Biographie
Dorothy Hansine Andersen est la fille de Hans Peter Andersen, un médecin danois de l'île de Bornholm, et de Marie Louise Mason, originaire de Nouvelle Angleterre. Après la mort prématurée de son père en 1914, Dorothy déménage avec sa mère malade dans le Vermont près de Saint- Johnsbury. Sa mère meurt six ans plus tard d'un cancer. En 1922, Andersen obtient son baccalauréat au Mount Holyoke College à South Hadley. Peu de temps après, elle commence ses études de médecine à l'école de médecine de l'université Johns-Hopkins à Baltimore. Elle suit les cours de Florence Rena Sabin (1871-1953), une éminente spécialiste des États-Unis, et se spécialise en embryologie. En 1926, elle obtient son diplôme en médecine et un stage en chirurgie au Strong Memorial Hospital de l'université de Rochester. Au début des années 1930, elle enseigne à la faculté de médecine de l'université Columbia puis, à partir de 1935, elle est pathologiste au Columbia Presbyterian Medical Center. Dans les années suivantes, elle effectue de nombreuses études et recherches sur la mucoviscidose (« fibrose kystique » selon la dénomination anglo-saxonne). Dans les années 1940, elle développe un test de diagnostic, ce qui a permis de commencer un traitement approprié et d'augmenter l'espérance de vie des patients atteints de mucoviscidose. Elle est également connue pour ses recherches novatrices sur la nutrition.
Dorothy Hansine Andersen est décédée le 3 mars 1963, au Columbia Presbyterian Medical Center à New York, des suites d'un cancer du poumon.

## Prix
Andersen a reçu de nombreuses récompenses, dont le prix Mead Johnson de Recherche pédiatrique (1938), le prix  Borden pour la recherche en nutrition (1948), le prix Elizabeth Blackwell (1954), le Big Heart Award Variety Club de Philadelphie (1963) et la médaille du service distingué du Columbia Presbyterian Medical Center (1963, posthume). 

## Hommage
- Elle est inscrite au National Women's Hall of Fame.